# Monika Zehrt
Monika Zehrt, geschiedene Landgraf (* 29. September 1952 in Riesa), ist eine ehemalige deutsche Leichtathletin und zweifache Olympiasiegerin, die in den 1970er Jahren zur Weltspitze im 400-Meter-Lauf gehörte.

## Leben
Monika Zehrt gewann für die DDR bei den Olympischen Spielen 1972 in München zwei Goldmedaillen – im 400-Meter-Lauf, als sie Rita Wilden knapp bezwang, und mit der 4-mal-400-Meter-Staffel (mit Dagmar Käsling, Rita Kühne und Helga Seidler). Mit 19 Jahren ist sie bis in die Gegenwart die jüngste 400-Meter-Olympiasiegerin (Stand: 2023).
Zweimal, 1971 und 1972, wurde sie mit der 4-mal-400-Meter-Staffel zur DDR-Mannschaft des Jahres gewählt. Nach einer kurzen, erfolgreichen Laufbahn, in der sie u. a. vier Weltrekorde aufstellte, beendete sie 1974 ihre Sportlerlaufbahn. Sie studierte Außenhandel und arbeitet in leitender Funktion bei einer Möbelfirma. Sie hat zwei Söhne (Andreas, Steffen).
Monika Zehrt startete für den SC Dynamo Berlin und trainierte bei Inge Utecht. In ihrer aktiven Zeit war sie 1,68 m groß und wog 56 kg.
1971 erhielt sie den Vaterländischen Verdienstorden in Bronze und 1972 in Silber.

## Weitere Erfolge

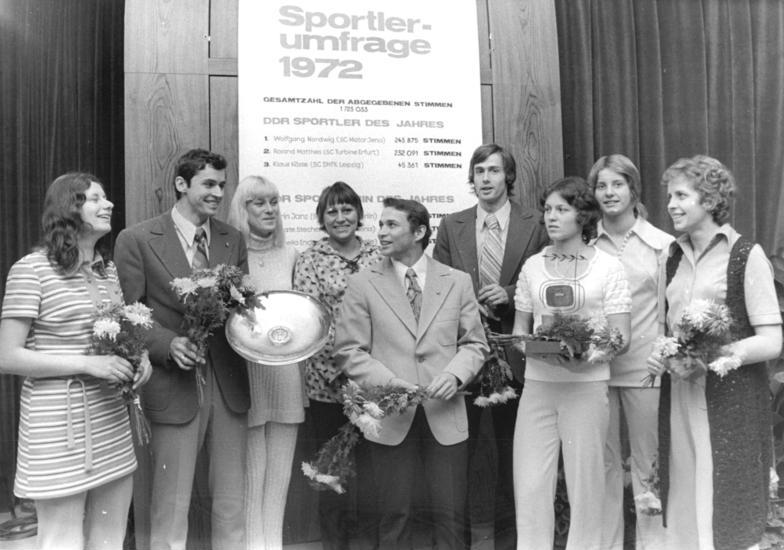
Monika Zehrt (3. von rechts) im Dezember 1972 beim Empfang der „DDR-Sportler des Jahres“

- 1970 DDR-Meisterin und Siegerin bei den Europäischen Jugendspielen im 400-Meter-Lauf
- 1971 Europameisterin mit der 4-mal-400-Meter-Staffel (Weltrekord: 3:29,28 min am 15. August in Helsinki, mit Rita Kühne, Ingelore Lohse und Helga Seidler)
- 1972 Egalisierung des Weltrekords im 400-Meter-Lauf: 51,0 s am 4. August in Paris
- 1972 Weltrekorde mit der 4-mal-400-Meter-Staffel: 3:28,48 min im olympischen Vorlauf; 3:22,95 min im olympischen Finale
- 1973 Siegerin beim Europacup in Edinburgh im 400-Meter-Lauf